# Örjan Ouchterlony
Örjan Thomas Ouchterlony (14 de enero de 1914, Estocolmo - 25 de septiembre de 2004) fue un bacteriólogo e inmunólogo sueco al que se le atribuye la creación de la prueba de inmunodifusión doble de Ouchterlony en la década de 1940. Se formó en el Instituto Karolinska, donde se doctoró en Medicina. Trabajó en el Laboratorio de Bacteriología del Estado de Suecia desde 1935 hasta 1952. Ouchterlony fue profesor de bacteriología en la Facultad de Medicina de la Universidad de Gotemburgo de 1952 a 1980 y fue elegido miembro de la Real Academia Sueca de Ciencias en 1968. Además de su trabajo de laboratorio, investigó la epidemiología de campo de las enfermedades infecciosas y trabajó y dio conferencias en África y Estados Unidos, así como en varios países de Europa. Tras su jubilación en 1980, el sucesor en su cátedra fue Jan Holmgren.

La placa de Ouchterlony es una de las técnicas más utilizadas para la identificación de antígenos y anticuerpos, mediante la medición de gradientes de difusión en gel. Entre sus muchas aplicaciones se encuentra la búsqueda de antígenos específicos de tumores. La técnica fue introducida por Örjan Ouchterlony de Suecia, en 1948, inicialmente para la prueba in vitro de la capacidad de producción de toxinas de las bacterias de la difteria (Acta Pathol. Microbio. Stand., 25: 186-191, 1948). La técnica demostró ser muy adecuada para el análisis de sistemas serológicos complejos, incluido el análisis que ayudó a dilucidar la heterogeneidad estructural de las inmunoglobulinas.

## Obras importantes
1. Ouchterlony Ö (1949), Antigen-antibody reactions in gels and the practical application of this phenomenon in the laboratory diagnosis of diphtheria. Thesis., Solna: Karolinska Institute.
2. Ouchterlony Ö (1948), «In vitro method for testing the toxin-producing capacity of diphtheria bacteria», Acta Pathol Microbiol Scand 25 (1–2): 186-191, PMID 18887479, doi:10.1111/j.1699-0463.1948.tb00655.x.
3. Ouchterlony Ö (1949), «Antigen-antibody reactions in gels», Acta Pathol Microbiol Scand 26 (4): 507-515, PMID 18143039, doi:10.1111/j.1699-0463.1949.tb00751.x.
4. Ouchterlony Ö (1953), «Antigen-antibody reactions in gels. IV. Types of reactions in coordinated systems of diffusion», Acta Pathol Microbiol Scand 32 (2): 231-240, doi:10.1111/j.1699-0463.1953.tb00247.x.
5. Ouchterlony Ö (1958). «Diffusion-in-gel methods for immunological analysis». Progress in Allergy Vol. 5. Chemical Immunology and Allergy 5. pp. 1-78. ISBN 978-3-8055-1103-2. doi:10.1159/000391318.